# Persone di nome Dušan
| Questa pagina contiene informazioni ricavate automaticamente dalle voci biografiche con l'ausilio del template Bio e di un bot. L'aggiornamento è periodico e automatico e ricostruisce completamente la pagina. Se manca una persona in questa lista, sei pregato di non aggiungerla, ma accertati piuttosto che la sua voce biografica contenga il template Bio e che i dati anagrafici siano correttamente compilati. Se il template Bio manca, inseriscilo tu stesso o, in alternativa, metti l'avviso {{tmp\|Bio}} che ne segnala la mancanza. Se i dati riportati sono sbagliati, correggi direttamente la voce biografica; le modifiche saranno visibili in questa lista entro pochi giorni. Per chiarimenti vedi il progetto antroponimi. La lista contiene solo le 117 persone che sono citate nell'enciclopedia e per le quali è stato implementato correttamente il template Bio. Pagina aggiornata al 16 ott 2024. |

Questa è una lista di persone presenti nell'enciclopedia che hanno il prenome Dušan, suddivise per attività principale.

## Agenti segreti(1)
- Dušan Popov, agente segreto serbo (Titel, n. 1912 - Opio, † 1981)

## Allenatori di calcio(12)
- Dušan Bajević, allenatore di calcio e ex calciatore bosniaco (Mostar, n. 1948)
- Dušan Bartovič, allenatore di calcio e calciatore cecoslovacco (Veľké Kostoľany, n. 1944 - † 2020)
- Dušan Drašković, allenatore di calcio e ex calciatore jugoslavo (Banja Luka, n. 1939)
- Dušan Galis, allenatore di calcio e ex calciatore cecoslovacco (Ružomberok, n. 1949)
- Dušan Kerkez, allenatore di calcio e ex calciatore bosniaco (Belgrado, n. 1976)
- Dušan Kosič, allenatore di calcio e ex calciatore sloveno (Lubiana, n. 1971)
- Dušan Nenković, allenatore di calcio jugoslavo (Kragujevac, n. 1929 - Kragujevac, † 2007)
- Dušan Radolský, allenatore di calcio slovacco (Trnava, n. 1950)
- Dušan Tittel, allenatore di calcio e ex calciatore slovacco (Námestovo, n. 1966)
- Dušan Uhrin Jr., allenatore di calcio e ex calciatore ceco (Praga, n. 1967)
- Dušan Uhrin, allenatore di calcio e ex calciatore cecoslovacco (Nová Ves nad Žitavou, n. 1943)
- Dušan Vlaisavljević, allenatore di calcio e ex calciatore montenegrino (n. 1961)

## Allenatori di hockey su ghiaccio(2)
- Dušan Milo, allenatore di hockey su ghiaccio e ex hockeista su ghiaccio slovacco (Nitra, n. 1973)
- Dušan Sidor, allenatore di hockey su ghiaccio slovacco (Kremnica, n. 1956)

## Allenatori di pallacanestro(2)
- Dušan Alimpijević, allenatore di pallacanestro serbo (Lazarevac, n. 1986)
- Dušan Ivković, allenatore di pallacanestro e cestista serbo (Belgrado, n. 1943 - Belgrado, † 2021)

## Allenatori di tennis(1)
- Dušan Vemić, allenatore di tennis e ex tennista serbo (Zara, n. 1976)

## Arbitri di calcio(1)
- Dušan Krchňák, ex arbitro di calcio cecoslovacco (Bratislava, n. 1947)

## Architetti(1)
- Dušan Jurkovič, architetto, designer e etnografo slovacco (Turá Lúka, n. 1868 - Bratislava, † 1947)

## Astronomi(1)
- Dušan Kalmančok, astronomo slovacco (n. 1945)

## Attivisti(1)
- Dušan Makovický, attivista slovacco (Ružomberok, n. 1866 - Ružomberok, † 1921)

## Calciatori(46)
- Dušan Anđelković, ex calciatore serbo (Kraljevo, n. 1982)
- Dušan Bakić, calciatore montenegrino (Podgorica, n. 1999)
- Dušan Basta, ex calciatore serbo (Belgrado, n. 1984)
- Dušan Borko, ex calciatore cecoslovacco (Handlová, n. 1958)
- Dušan Brković, calciatore serbo (Užice, n. 1989)
- Dušan Cvetinović, calciatore serbo (Šabac, n. 1988)
- Dušan Cvetković, ex calciatore jugoslavo (n. 1924)
- Dušan Đokić, ex calciatore serbo (Prokuplje, n. 1980)
- Dušan Fitzel, ex calciatore e allenatore di calcio ceco (Bojnice, n. 1963)
- Dušan Herda, ex calciatore cecoslovacco (Jacovce, n. 1951)
- Dušan Joković, calciatore serbo (Kraljevo, n. 1999)
- Dušan Jovančić, calciatore serbo (Belgrado, n. 1990)
- Dušan Kabát, calciatore cecoslovacco (Sereď, n. 1944 - Praga, † 2022)
- Dušan Kéketi, ex calciatore cecoslovacco (Bratislava, n. 1951)
- Dušan Kuciak, calciatore slovacco (Žilina, n. 1985)
- Dušan Lagator, calciatore montenegrino (Cettigne, n. 1994)
- Dušan Maravić, ex calciatore jugoslavo (Injoux-Génissiat, n. 1939)
- Dušan Marković, calciatore jugoslavo (Krčedin, n. 1906 - Novi Sad, † 1974)
- Dušan Marković, calciatore serbo (Smederevska Palanka, n. 1998)
- Dušan Matović, ex calciatore serbo (Belgrado, n. 1983)
- Dušan Melichárek, ex calciatore ceco (Vyškov, n. 1983)
- Dušan Mileusnić, ex calciatore serbo (Belgrado, n. 1984)
- Duško Milinković, ex calciatore jugoslavo (Čačak, n. 1960)
- Dušan Milošević, calciatore, nuotatore e velocista serbo (Stragari, n. 1894 - Belgrado, † 1967)
- Dušan Nikolić, calciatore jugoslavo (Belgrado, n. 1953 - Belgrado, † 2018)
- Dušan Nulíček, calciatore ceco (Jablonec nad Nisou, n. 1988)
- Dušan Pantelić, calciatore serbo (Kragujevac, n. 1993)
- Dušan Perniš, ex calciatore slovacco (Nitra, n. 1984)
- Dušan Pešić, ex calciatore jugoslavo (Kruševac, n. 1955)
- Dušan Petković, ex calciatore serbo (Belgrado, n. 1974)
- Dušan Petković, calciatore jugoslavo (Belgrado, n. 1903 - New York, † 1979)
- Dušan Petronijević, ex calciatore serbo (Kruševac, n. 1983)
- Dušan Saviḱ, ex calciatore macedone (Niš, n. 1985)
- Dušan Savić, ex calciatore jugoslavo (Ub, n. 1955)
- Dušan Sninský, calciatore slovacco (Michalovce, n. 1977)
- Dušan Stevanović, calciatore serbo (Niš, n. 1996)
- Dušan Stević, calciatore serbo (Brus, n. 1995)
- Dušan Stojinović, calciatore sloveno (Lubiana, n. 2000)
- Dušan Švento, ex calciatore slovacco (Ružomberok, n. 1985)
- Dušan Tadić, calciatore serbo (Bačka Topola, n. 1988)
- Dušan Tóth, ex calciatore slovacco (Plavé Vozokany, n. 1971)
- Dušan Uškovič, ex calciatore slovacco (Prešov, n. 1985)
- Dušan Vasiljević, ex calciatore serbo (Belgrado, n. 1982)
- Dušan Veškovac, ex calciatore serbo (n. 1986)
- Dušan Vlahović, calciatore serbo (Belgrado, n. 2000)
- Dušan Vrťo, ex calciatore slovacco (Banská Štiavnica, n. 1965)

## Cestisti(19)
- Dušan Beslać, cestista serbo (Sombor, n. 1998)
- Dušan Bocevski, ex cestista macedone (Skopje, n. 1973)
- Dušan Domović Bulut, ex cestista serbo (Novi Sad, n. 1985)
- Dušan Đorđević, ex cestista serbo (Belgrado, n. 1983)
- Dušan Jelić, ex cestista e allenatore di pallacanestro serbo (Belgrado, n. 1974)
- Dušan Katnić, cestista serbo (Užice, n. 1989)
- Dušan Kecman, ex cestista, allenatore di pallacanestro e dirigente sportivo serbo (Belgrado, n. 1977)
- Dušan Kerkez, ex cestista jugoslavo (Vršac, n. 1952)
- Dušan Kutlešić, cestista serbo (Užice, n. 1994)
- Dušan Lukášik, cestista e allenatore di pallacanestro cecoslovacco (Ružomberok, n. 1932 - Ružomberok, † 2010)
- Dušan Miletić, cestista serbo (Kosovska Mitrovica, n. 1998)
- Dušan Mlađan, cestista serbo (Belgrado, n. 1986)
- Dušan Radojčić, cestista e allenatore di pallacanestro jugoslavo (n. 1931 - † 1999)
- Dušan Ristić, cestista serbo (Novi Sad, n. 1995)
- Dušan Šakota, cestista serbo (Belgrado, n. 1986)
- Dušan Stević, ex cestista serbo (Bengasi, n. 1971)
- Dušan Tanasković, cestista serbo (Smederevska Palanka, n. 2001)
- Dušan Vukčević, ex cestista serbo (Sarajevo, n. 1975)
- Dušan Žáček, ex cestista cecoslovacco (Šumperk, n. 1961)

## Chitarristi(1)
- Dušan Bogdanović, chitarrista e compositore serbo (Belgrado, n. 1955)

## Ciclisti su strada(1)
- Dušan Rajović, ciclista su strada serbo (Kraljevo, n. 1997)

## Dirigenti sportivi(1)
- Dušan Gorišek, dirigente sportivo e ex sciatore alpino sloveno (Radovljica, n. 1950)

## Fondisti(1)
- Dušan Kožíšek, ex fondista ceco (Jilemnice, n. 1983)

## Generali(1)
- Dušan Simović, generale e politico serbo (Kragujevac, n. 1882 - Belgrado, † 1962)

## Giornalisti(1)
- Dušan Jakomin, giornalista, saggista e etnografo italiano (Sant'Antonio, n. 1925 - Trieste, † 2015)

## Hockeisti su ghiaccio(2)
- Dušan Pašek, hockeista su ghiaccio e dirigente sportivo cecoslovacco (Bratislava, n. 1960 - Bratislava, † 1998)
- Dušan Sidor, ex hockeista su ghiaccio slovacco (Poprad, n. 1987)

## Matematici(1)
- Dušan Repovš, matematico sloveno (Lubiana, n. 1954)

## Pallanuotisti(3)
- Dušan Antunović, pallanuotista e allenatore di pallanuoto croato (Curzola, n. 1947 - Zagabria, † 2012)
- Dušan Mandić, pallanuotista serbo (Cattaro, n. 1994)
- Dušan Popović, pallanuotista e allenatore di pallanuoto serbo (Belgrado, n. 1970 - Ungheria, † 2011)

## Pallavolisti(1)
- Dušan Petković, pallavolista serbo (Niš, n. 1992)

## Partigiani(2)
- Dušan Bordon, partigiano jugoslavo (Trieste, n. 1920 - Caprese Michelangelo, † 1944)
- Dušan Lovriha, partigiano, militare e politico sloveno (Dolina, n. 1923 - Dolina, † 2012)

## Politici(4)
- Dušan Dragosavac, politico jugoslavo (Vrebac, n. 1919 - Zagabria, † 2014)
- Dušan Mramor, politico sloveno (Lubiana, n. 1953)
- Dušan Sernec, politico e ingegnere elettrotecnico jugoslavo (Maribor, n. 1882 - Lubiana, † 1952)
- Dušan Čkrebić, politico jugoslavo (Niš, n. 1927 - Belgrado, † 2022)

## Registi(1)
- Dušan Makavejev, regista e sceneggiatore jugoslavo (Belgrado, n. 1932 - Belgrado, † 2019)

## Sciatori alpini(1)
- Dušan Javnik, ex sciatore alpino sloveno (Maribor, n. 1950)

## Scrittori(2)
- Dušan Jelinčič, scrittore, saggista e alpinista italiano (Trieste, n. 1953)
- Dušan Veličković, scrittore, editore e giornalista serbo (Šabac, n. 1947 - Belgrado, † 2023)

## Scultori(1)
- Dušan Džamonja, scultore croato (Strumica, n. 1928 - Zagabria, † 2009)

## Sollevatori(1)
- Dušan Poliačik, ex sollevatore cecoslovacco (Dobroč, n. 1955)

## Storici(1)
- Dušan Kováč, storico e scrittore slovacco (Humenné, n. 1942)

## Tennisti(1)
- Dušan Lajović, tennista serbo (Belgrado, n. 1990)

## Trombettisti(1)
- Duško Gojković, trombettista, compositore e arrangiatore serbo (Jajce, n. 1931 - Monaco di Baviera, † 2023)

## Vescovi cattolici(1)
- Dušan Spiner, vescovo cattolico slovacco (Vydrník, n. 1950)

## Vescovi vetero-cattolici(1)
- Dušan Hejbal, vescovo vetero-cattolico ceco (Praga, n. 1951)